# Gerry Becker
Gerry Becker (Saint Louis (Missouri), 11 april 1951 - Nyack 13 april 2019) was een Amerikaans acteur.

## Biografie
Becker begon in 1984 met acteren in de film The Impostor. Hierna speelde hij nog meerdere rollen in films en televisieseries zoals Home Alone (1990), Die Hard with a Vengeance (1995), Eraser (1996), Extreme Measures (1996), The Game (1997), Man on the Moon (1999), Ally McBeal (1998-2001), Spider-Man (2002), Death of a President (2006) en Law & Order (1994-2008). In 1998 won hij met de cast een National Board of Review, USA Award in de categorie Beste acteerprestatie door een Ensemble met de film Happiness.
Becker was ook actief in het theater, zo trad hij eenmaal op Broadway, in 1993 speelde hij de rol van Marty Frankel in het toneelstuk The Song of Jacob Zulu.
Gerry Becker stierf  op 13 april 2019 op 68-jarige leeftijd aan complicaties van diabetes.

## Filmografie[3]

### Films
Uitgezonderd korte films.
- 2007 Perfect Stranger – als Jon Kirshenbaum
- 2006 Death of a President – als Leon Blumenthal
- 2003 Marci X – als dr. Skellar
- 2002 Trapped – als dr. Stein
- 2002 Blood Work – als mr. Toliver
- 2002 Path to War – als Walt Rostow
- 2002 Spider-Man – als Maximalian Fargas
- 2001 When Billie Beat Bobby – als Ted Tinling
- 2000 The Cell – als dr. Barry Cooperman
- 1999 Man on the Moon – als Stanley Kaufman
- 1999 Story of a Bad Boy – als mr. Fontaine
- 1999 Mystery, Alaska – als advocaat van de spelersunie
- 1999 Game Day – als Fred Wilson
- 1999 Mickey Blue Eyes – als FBI agent Bob Connell
- 1999 Mystery Men – als Banyon
- 1999 The Hunley – als kapitein Pickering
- 1998 Celebrity – als Jay Tepper
- 1998 A Perfect Murder – als Roger Brill
- 1998 Happiness – als psychiater
- 1997 The Game – als nieuw lid Ted
- 1997 Donnie Brasco – als FBI agent Dean Blandford
- 1997 Asteroid – als ??
- 1996 Sleepers – als Forensisch expert
- 1996 Extreme Measures – als Dr. Gene Spitelli
- 1996 Eraser– als Morehart
- 1995 Stonewall – als omroeper
- 1995 Die Hard with a Vengeance – als Larry Griffith
- 1995 Roommates – als Dr. Minceberg
- 1993 Rudy – als pastoor Ted
- 1992 Hoffa – als zakelijk onderhandelaar
- 1992 The Public Eye – als inspecteur Conklin
- 1992 In the Shadow of a Killer – als rechter O'Neill
- 1992 Legacy of Lies – als Samuel Adler
- 1991 Hard Promises – als minister
- 1991 Without Warning: The James Brady Story – als rechercheur
- 1990 Home Alone – als agent
- 1990 Men Don't Leave – als oom Hugh
- 1989 Howard Beach: Making a Case for Murder – als Ed Boyer
- 1985 First Steps – als man in hotel
- 1984 The Impostor – als Larry

### Televisieseries
Uitgezonderd eenmalige gastrollen.
- 2004 – 2008 Law & Order – als Gerard Wills – 3 afl.
- 2007 Medium – als Marcus Canty – 4 afl.
- 2001 – 2002 The Guardian – als rechter Stanton – 3 afl.
- 2001 Angel – als Nathan Reed – 3 afl.
- 1998 – 2001 Ally McBeal – als aanklager Myron Stone – 8 afl.
- 2000 The Hughleys – als mr. Bickel – 2 afl.
- 1998 Spin City – als dr. Cosimi – 2 afl.
- 1996 Central Park West – als dr. West – 5 afl.

- Gemeinsame Normdatei: 1260559904
- International Standard Name Identifier: 0000 0000 3404 5443
- Library of Congress Control Number: no2020135270
- Système universitaire de documentation: 230405010
- Virtual International Authority File: 60918315